# Discovery Showcase HD
Discovery Showcase HD (do 1 grudnia 2014 roku Discovery HD Showcase) – kanał dokumentalny HDTV, który 15 stycznia 2010 roku zastąpił w Polsce i Europie Środkowej znany dotąd kanał Discovery HD.
Cała oferta programowa Discovery HD Showcase produkowana była od początku do końca w rozdzielczości HDTV, bez uprzedniej konwersji ze standardu SDTV.
W Polsce Discovery HD Showcase był kanałem premium, prezentującym wybrane programy z oferty stacji z portfolio Discovery Networks, jak również wybrane propozycje przygotowywane wyłącznie na potrzeby tego kanału.
14 grudnia 2012 roku na satelicie Thor 6 (0,8°W) pojawiły się polskie wersje kanałów Discovery Channel HD i TLC HD. 17 stycznia 2013 nadawca kanału oficjalnie poinformował o wprowadzeniu kanału Discovery Channel HD (będącym wersją HD kanału Discovery Channel) i zastąpieniu nim dotychczas nadawanego kanału Discovery HD Showcase w kilku krajach, w tym i w Polsce. Sygnał prowadzony z nowego dosyłu, był kolejno zastępowany u poszczególnych operatorów. Przykładowo w pierwszej kolejności 17 stycznia 2013 roku podmiana nastąpiła w sieci kablowej UPC Polska, 19 stycznia 2013 na wszystkich polskich platformach cyfrowych, a dopiero 31 stycznia 2013 w sieci kablowej Multimedia Polska.
1 grudnia 2014 roku kanał zmienił nazwę na Discovery Showcase HD na rynkach zagranicznych.
11 maja 2015 roku ITI Neovision we współpracy z Discovery Networks Europe uruchomił Canal+ Discovery, stację o podobnym profilu, nadającą również wyłącznie w standardzie HDTV.